# Георгіос Нтоскас
Георгіос Нтоскас (англ. Georgios Ntoskas, 11 листопада 1984) — американський ватерполіст.
Учасник Олімпійських Ігор 2008 року.
Призер Чемпіонату світу з водних видів спорту 2005 року.